# Doraemon (personatge)
Doraemon (ドラえもん) és un personatge de ficció de la sèrie de manga i anime homònima creada per Fujiko Fujio, nom de ploma de la parella de mangakes Hiroshi Fujimoto i Motoo Abiko. És un gat robòtic que viatja enrere en el temps des del segle XXII per ajudar el noi preadolescent Nobita Nobi. Segons un "certificat" de naixement oficial del personatge Doraemon va néixer el 3 de setembre de 2112 i la seva ciutat de residència era Kawasaki, Kanagawa que és la ciutat on el manga va ser creat. El 2008, el Ministeri d'Afers Exteriors del Japó va nomenar Doraemon com l'"ambaixador d'anime" del país.

## Creació i concepció
Doraemon va ser concebut inicialment per Hiroshi Fujimoto de la barreja de tres fets concatenats: mentre ell estava pensant en idees per un nou manga i pensava que seria ideal que existís una màquina que li donés idees, va ser llavors quan va ensopegar amb la joguina de la seva filla i seguidament, va sentir una baralla de gats al seu veïnat.
El nom "Doraemon" es pot traduir més o menys com "perdut" o "extraviat". Inusualment, el nom "Doraemon" (ドラえもん) és escrit barrejant dues escriptures japoneses: Katakana (ドラ) i hiragana (えもん). ドラ
えもん
```
"Dora" deriva de "
dora neko
" (どら猫, descarat o gat perdut) i és una corrupció de nora (perdut).
[
4
]
 "Emon" (衛門) és una partícula que s'afegeix en noms com 
Ishikawa Goemon
, encara que ja no és tan popular com antigament. "Dora" no deriva de dora (銅鑼), que significa gong, malgrat que donada l'homofonia, la sèrie utilitza aquest joc de paraules, amb el principal delit d'en Doraemon, els 
dorayakis
.
```

## Aparicions
Doraemon és enviat pel jove Sewashi Nobi amb l'objectiu d'ajudar el seu avi, Nobita, perquè els seus descendents puguin gaudir d'un futur millor. En la línia temporal original sense la presència de Doraemon, Nobita havia estat un noi que durant tota la seva vida acadèmica havia tret notes molt dolentes i havia patit assetjament escolar. Aquesta vida de misèria culmina quan es crema un negoci futur de Nobita que fa que condemni la seva línia familiar a patir problemes financers durant molts anys. Per tal d'alterar la història i millorar la sort de la família Nobi, Sewashi volia enviar un super-robot per protegir Nobita, però amb la seva escassa pensió només es pogué permetre una joguina defectuosa que havia estat refusada a la fàbrica: un antropomòrfic gat robot anomenat Doraemon.
Doraemon va ser creat el 3 de setembre de 2112 per la fàbrica de robots Matsushiba (マツシバロボット工場). Té un butxaca quatridimensional (四次元ポケット) des de la que aconsegueix ginys, aparells i eines del futur. La pel·lícula de 1995 mostra el seu aspecte original. Quan va ser fabricat Doraemon tenia orelles i era de color groc, però va destenyir en blau per l'acció de les seves llàgrimes després que les rates se li mengessin les orelles.
L'actor francès Jean Reno va representar Doraemon en diversos anuncis de televisió durant el 2011 i el 2012. Els anuncis van ser creats per Toyota i mostraven els personatges de la sèrie dues dècades després que ells "creixessin".